# ييفريموف
ييفريموف (بالروسية: Ефремов) هي إحدى مدن روسيا في الكيان الفدرالي الروسي تولا أوبلاست.